# Pamphorichthys hollandi
Pamphorichthys hollandi är en fiskart som först beskrevs av Henn, 1916.  Pamphorichthys hollandi ingår i släktet Pamphorichthys och familjen Poeciliidae. Inga underarter finns listade i Catalogue of Life.